# Taiana Lima
Taiana de Souza Lima (Fortaleza, 27 mei 1984) is een Braziliaans beachvolleyballer. Ze won zowel een keer de zilveren medaille bij de wereldkampioenschappen als het eindklassement van de FIVB World Tour.

## Carrière

### 2002 tot en met 2012
Lima won in 2002 in Catania de wereldtitel onder 21 met Juliana Felisberta da Silva ten koste van de Zwitsers Isabelle Forrer en Melanie Schonenberger. Bij de daaropvolgende editie van de WK onder 21 in Saint-Quay-Portrieux eindigde het duo als vijfde. In 2004 behaalde Lima met Carolina Solberg Salgado in Porto Santo opnieuw de wereldtitel bij de junioren. Met Solberg Salgado maakte ze het jaar daarop in Milaan bovendien haar debuut in de FIVB World Tour. Van 2007 tot en met 2009 nam ze met achtereenvolgens Izabel Bezerra en Eliza Maia deel aan drie World Tour-toernooien in eigen land. Daarnaast won ze aan de zijde van Fabiane Boogaerdt de bronzen medaille bij de Jogos da Lusafonia in Lissabon. Van 2010 tot en met 2012 vormde Lima vervolgens een team met Vivian Cunha. Het eerste seizoen deden ze mee aan negen toernooien in de World Tour. Ze behaalden daarbij onder meer een tweede plaats in Klagenfurt en een vierde plaats op Åland. Het jaar daarop kwamen ze bij tien reguliere FIVB-toernooien tot vijf toptienklasseringen met een derde plaats in Quebec als beste resultaat. Daarnaast nam het duo deel aan de WK in Rome waar ze in de zestiende finale werden uitgeschakeld door het Amerikaanse tweetal Lauren Fendrick en Brooke Niles. Het laatste seizoen speelden Lima en Cunha acht wedstrijden op mondiaal niveau waarbij ze niet verder kwamen dan drie negende plaatsen (Brasilia, Shanghai en Klagenfurt).

### 2013 tot en met 2015
Van 2013 tot en met juni 2014 speelde Lima samen met Talita Antunes da Rocha. Gedurende hun eerste seizoen wonnen ze vijf van de elf reguliere wedstrijden in de World Tour (Shanghai, Den Haag, Rome, Long Beach en Berlijn). In Xiamen en Gstaad werd het tweetal verder respectievelijk tweede en derde. Bij de WK in Stare Jabłonki kwam het duo niet verder dan zestiende finale nadat ze door de Duitsers Laura Ludwig en Kira Walkenhorst werden uitgeschakeld. Desalniettemin wonnen Lima en Talita het eindklassement van de FIVB World Tour. Het jaar daarop wonnen ze de gouden medaille bij de Zuid-Amerikaanse Spelen in Santiago ten koste van Georgina Klug en Ana Gallay uit Argentinië. Verder speelden ze vijf wedstrijden in het mondiale circuit waarbij ze enkel topvijfplaatsen noteerden. Ze eindigden eenmaal als tweede (Moskou), eenmaal als vierde (Shanghai) en driemaal als vijfde (Fuzhou, Puerto Vallarta en Berlijn). Vervolgens wisselde Lima van partner naar Fernanda Alves met wie ze anderhalf jaar een team zou vormen. Het duo deed in 2014 nog mee aan zes FIVB-toernooien en behaalden daarbij vijf toptienklasseringen. Ze boekten onder andere een overwinning in Den Haag en eindigden als vierde in Stare Jabłonki. Daarnaast waren ze actief in de nationale competitie. Het daaropvolgende seizoen namen ze deel aan negen reguliere toernooien in de World Tour. Ze behaalden onder meer een tweede (Gstaad), een derde (Sint-Petersburg) en een vijfde plaats (Yokohama). Bij de WK in Nederland bereikten Lima en Fernanda de finale die ze verloren van hun landgenoten Bárbara Seixas en Ágatha Bednarczuk.

### 2016 tot en met 2022
In 2016 partnerde Lima wederom met Juliana. Het duo kwam uit op tien internationale toernooien en bereikte daarbij zes keer de top tien. Ze werden tweede in Fortaleza en eindigden in Moskou en Hamburg respectievelijk als vierde en vijfde. In de Braziliaanse competitie wonnen ze verder in Natal en Curitiba. Het jaar daarop vormde ze een team met Maia. Ze deden mee aan meerdere toernooien in het nationale circuit en namen deel aan vijf reguliere FIVB-toernooien met een vijfde plaats in Gstaad als beste prestatie. Bij de WK in Wenen bereikten ze de achtste finale die verloren werd van hun landgenoten Solberg Salgado en Maria Antonelli. In 2018 speelde Lima nog een internationale wedstrijd met Maia, waarna ze voor de rest van het seizoen een duo vormde met Carolina Horta. Lima en Horta waren actief op zeven mondiale toernooien en behaalden daarbij een tweede plaats in Fort Lauderdale. Het jaar daarop partnerde ze opnieuw met Talita. Het duo nam deel aan elf toernooien in de World Tour en behaalde acht toptienklasseringen. Ze werden eenmaal tweede (Moskou), tweemaal vierde (Wenen en Chetumal) en driemaal vijfde (Xiamen, Itapema en Jinjiang). Daarnaast wonnen ze de zilveren medaille bij de Militaire Wereldspelen in Wuhan achter het Chinese tweetal Wang Fan en Xia Xinyi. In 2021 deden Lima en Talita mee aan vijf FIVB-toernooien waarbij ze een eerste (Cancun) en drie negende plaatsen (tweemaal Cancun en Ostrava) behaalden. Sinds het eind van het jaar vormt ze een team met Hegeile Almeida dos Santos en in november 2021 eindigde het duo nog als tweede in Itapema. Het jaar daarop deed het tweetal mee aan zeven reguliere toernooien in de Beach Pro Tour – de opvolger van de World Tour – waarbij ze tot een vierde (Tlaxcala) en twee vijfde plaatsen (Itapema en Espinho) kwamen. Bij de WK in Rome strandden Lima en Heigele in de zestiende finale tegen Sarah Pavan en Melissa Humana-Paredes uit Canada.

## Palmares
Kampioenschappen
- 2002:  WK U21
- 2004:  WK U21
- 2009:  Jogos da Lusofonia
- 2014:  Zuid-Amerikaanse Spelen
- 2015:  WK
- 2017: 9e WK
- 2019:  Militaire Wereldspelen

FIVB World Tour
- 2010:  Grand Slam Klagenfurt
- 2011:  Quebec Open
- 2013:  Grand Slam Shanghai
- 2013:  Grand Slam Den Haag
- 2013:  Grand Slam Rome

- 2013:  Grand Slam Gstaad
- 2013:  Grand Slam Long Beach
- 2013:  Grand Slam Berlijn
- 2013:  Grand Slam Xiamen
- 2013:  FIVB World Tour
- 2014:  Grand Slam Moskou
- 2014:  Grand Slam Den Haag
- 2015:  Grand Slam Sint-Petersburg
- 2015:  Gstaad Majors
- 2016:  Fortaleza Open
- 2018:  5* Fort Lauderdale
- 2019:  4* Moskou
- 2021:  4* Cancun
- 2021:  4* Itapema